# Mont Pirongia
Cet article concerne le volcan Pirongia. Pour la localité portant le même nom, voir Pirongia.
Le mont Pirongia, souvent appelé simplement Pirongia, est un stratovolcan éteint situé dans la région de Waikato, sur l'île du Nord de la Nouvelle-Zélande. Son altitude est de 959 m, ce qui en fait le plus haut sommet de la région de Waikato. Les nombreux sommets du Pirongia sont des cônes basaltiques façonnés par des éruptions volcaniques successives entre la fin du Pliocène et le début du Pléistocène, il y a environ 2,5 millions d'années.
Il donne son nom à la localité de Pirongia, à quelques kilomètres, et est au centre du parc forestier de Pirongia (en).

## Géographie

### Situation
Le mont Pirongia est situé à 20 km à l'ouest de Te Awamutu et à 8 km du petit village de Pirongia. Il se trouve dans le parc forestier de Pirongia. Il est visible depuis la mer de Tasman, à seulement 25 km de la côte au port d'Aotea.

### Géologie

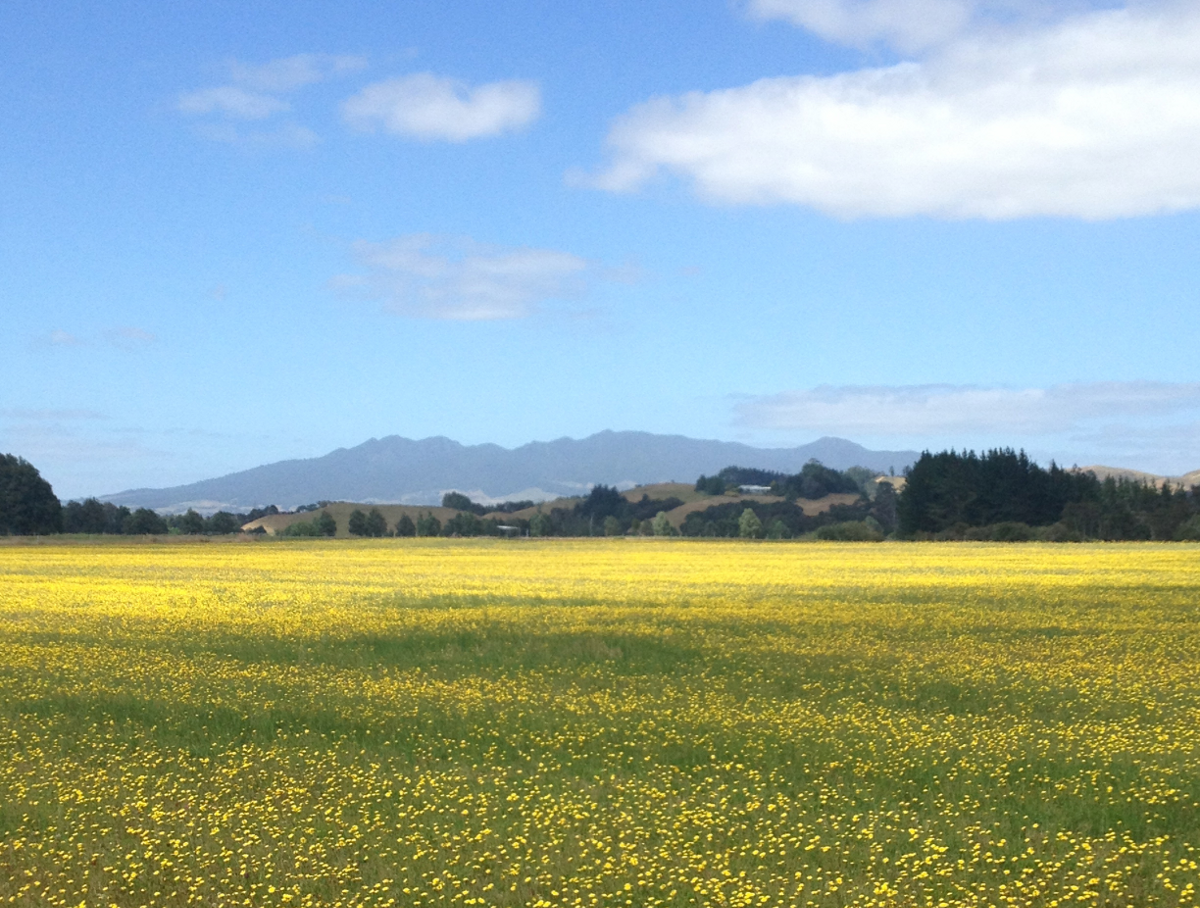
Vue lointaine du mont Pirongia, en février 2013. Le profil est clairement visible ainsi que le cône secondaire à droite de la montagne.

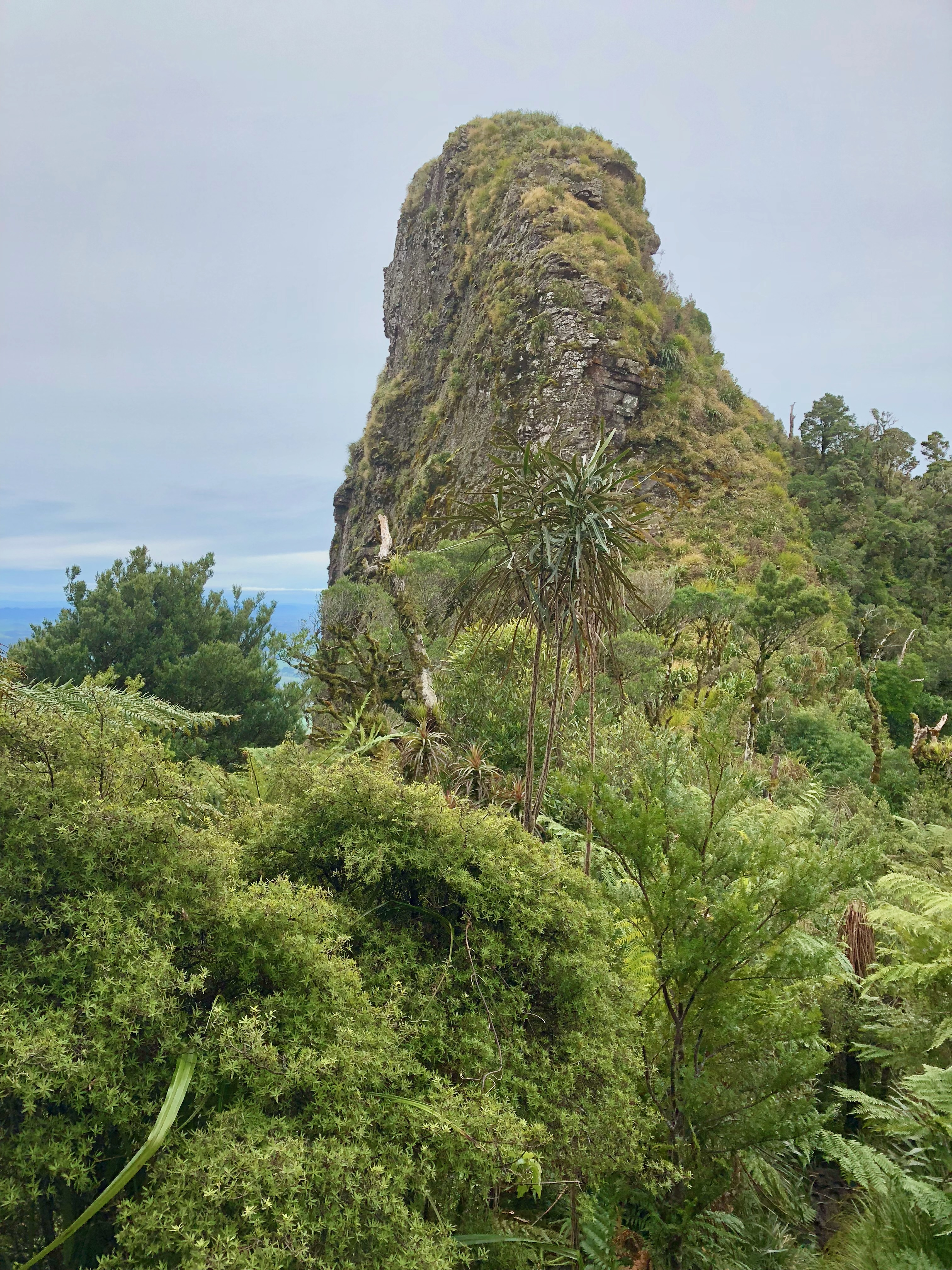
La piste Tirohanga longe le pied du dyke d'andésite à hornblende.

Le mont Pirongia est un stratovolcan de la chaîne du groupe volcanique Alexandra (en), qui s'étend du mont Karioi près de Raglan jusqu'à l'intérieur des terres. C'est un volcan principalement basaltique, bien que des dykes d'andésite forment les sommets de Wharauroa, Mahaukura, Tirohanga, le sommet principal du Pirongia et le cône. À l'ouest, il fusionne avec le terrain montagneux du bloc horst de Karioi et à l'est, il s'élève au-dessus du bassin Hamilton, une dépression majeure liée au rift délimitée par la zone de faille de Waipa.
Le plus grand rejet de débris volcaniques (la brèche d'Oparau) se déverse à au moins 25 km au sud-ouest du Pirongia dans le port de Kawhia. Le volume de débris rejeté (3,3 km3) est supérieur à celui rejeté lors de l'effondrement du mont Saint Helens en 1980 (2,5 km3). L'effondrement est suivi d'éruptions de plus faible ampleur dans la zone du sommet, il y a environ 1,6 million d'années. Le volcan émet une lave inhabituellement riches en cristaux d'ankaramite (en), qui se trouvent également dans le magma du mont Karioi, du mont Kakepuku (en) et du mont Te Kawa, mais que l'on ne trouve pas ailleurs en Nouvelle-Zélande.
| Temps            | Nom de la zone touchée | Commentaire |
| ---------------- | ---------------------- | --- |
| 1,60 ± 0,04 Ma   | sommet du Pirongia     | L'éruption a lieu au niveau du sommet actuel, avec également une éruption basaltique autour de 1,64 ± 0,13 Ma sur les flancs de la montagne principale.                               |
| Environ 1,65 Ma  | Oparau                 | Émission de 3,3 km3 de débris. |
| Environ 2 Ma     | Hiwikiwi               | Effondrement et éruption basaltique périphérique autour de 2,03 ± 0,03 Ma. |
| 2,25 à 2,13 Ma   | Hiwikiwi               | |
| 2,35 ± 0,2 Ma    | Ruapane                | |
| 2,396 ± 0,005 Ma | Mahaukura              | Éruption touchant le sommet Mahaukura. Le cratère central est le pic Tirohanga, qui est andésitique, tout comme les falaises de Mahaukura. Le pic Ruapane est constitué d'ankaramite. |
| 2,54 à 2,418 Ma  | Paewhenua              | |

### Faune et flore

#### Flore
Des plantes menacées poussent dans la zone de la montagne, comme la fougère royale, le carmin rātā, Thismia rodwayi et la rose des bois, de son nom scientifique Dactylanthus taylorii, une plante à fleurs parasite rare et menacée, présente sur les crêtes du mont Pirongia. Près du sommet poussent du lin de montagne, des coprosmas et des fougères. Sur le plan botanique, le mont Pirongia est une zone intéressante car il marque la transition entre les forêts de kauris, aimant la chaleur, au nord et celles de hêtres et de podocarpes au sud. La latitude à laquelle est située le parc correspond à la limite australe naturelle du kauri, du mangeao, du mairehau, du tāwari et du taraire.

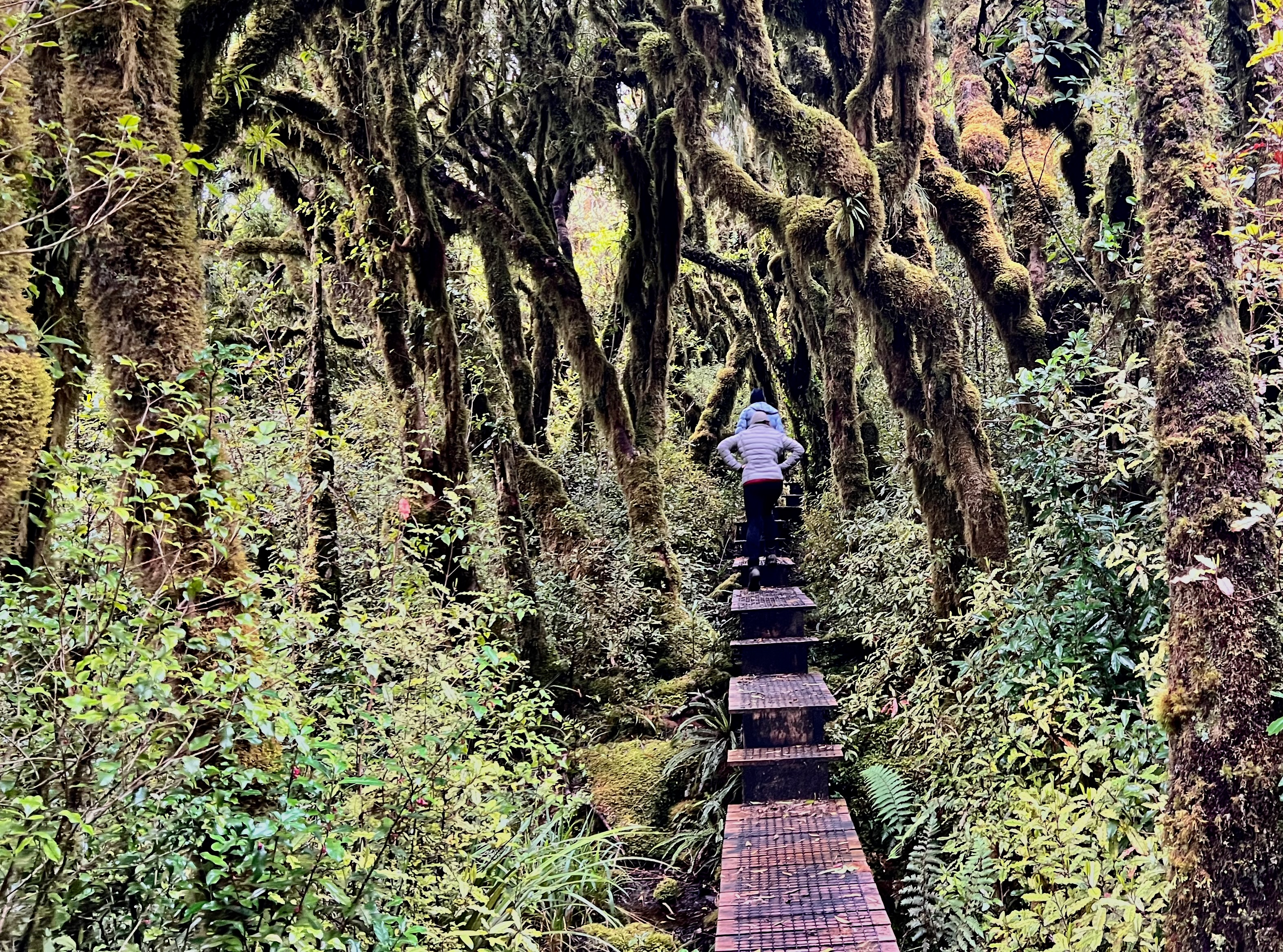
Promenade Bell Track dans le bosquet de Pāhautea., qui pousse progressivement vers le cône du volcan.

La canopée de la forêt de podocarpes des pentes inférieures est constituée de tawa, avec des rimu, des kohekohe et quelques autres arbres épars. Le sous-étage comprend des fougères arborescentes, notamment des wheki et des ponga, et des palmiers nikau. Le rātā remplace le kohekohe lorsque l'altitude est plus élevée, jusqu'à la forêt d'altitude, dominée par les kāmahi, tawheowheo et tāwari, à partir de 650 m. Au-dessus, kāmahi, tāwari et tawheowheo deviennent plus importants jusqu'à 750 m, le tawa étant très rare. Au-dessus de 800 m, poussent des totara, miro, rātā et horopito épars, et, près du sommet se développent les pāhautea, mais pas les rimu. Les pinacles des sommets rocheux abritent les espèces subalpines tōtara des neiges et Euphrasia revoluta,.

#### Faune
Plusieurs espèces d'oiseaux nçichent en abondance dans la zone : des rhipidures à collier, des martin-chasseurs sacrés, des méliphages tui, des carpophages de Nouvelle-Zélande et des  faucons de Nouvelle-Zélande. En 2019, un financement est obtenu pour la réintroduction du callaeas.

#### Contrôle des espèces nuisibles
Les populations de phalangeriformes, improprement appelés « opossums », et de chèvres marronnes sont régulés depuis 1996, celle des rats bruns et noirs depuis 2006 et celles des mustélidés depuis 2019. Ce contrôle se fait par l'utilisation de pièges et l'emploi d'agents chargés d'abattre des chèvres, des cerfs et des cochons. Environ mille chèvres sauvages ont ainsi été abattues en 2021-2022. Des largages de 1080, un poison compose de fluoroacétate de sodium ont eu lieu en 2007, 2014 et 2020 et ont permis de réduire le nombre de phalangeriformes. La Pirongia-aroaro-o-Kahu Restoration Society entretient un réseau de stations d'appâtage sur le versant nord-est du Pirongia.

## Histoire humaine
Le peuple maori du groupe d'iwi Tainui a de forts liens avec le mont Pirongia, fondés sur la whakapapa. La montagne est découverte pour la première fois après l'accostage de la pirogue de migration Tainui il y a environ 800 ans. Les premiers noms attribués à la montagne sont Paewhenua (« la barrière terrestre », nom donné par Rakataura) et Pukehoua (appellation qui désigne désormais seulement un cône volcanique sur le flanc est de la montagne). Le nom actuel est, en maori de Nouvelle-Zélande « Te Pirongia o Te Aroaro ō Kahu », qui peut se traduire par « la puanteur putride de Kahu », ou plus gracieusement, « le sentier parfumé de Kahu ». Ce nom vient de Kahupeka, une guérisseuse maorie qui, après la mort de son mari Uenga (descendant de l'ariki Hoturoa), quitte Kāwhia avec son fils Rākamaomao et voyage à l'intérieur des terres, baptisant de nombreux sommets à travers la région de Waikato. Kahupeka parcourt la brousse de Pirongia à la recherche de plantes médicinales pour se guérir après sa fausse couche.
Pour préserver le patrimoine du mont Pirongia, la Pirongia Te Aroaro o Kahu Restoration Society Inc. est créée en 2002, et concrétise sur le terrain l'intérêt profond de la communauté pour la restauration écologique des environs du volcan. En 2001, le ministère de la Conservation lance un appel à candidatures pour un groupe de travail. La société est créée à la suite d'une réunion dans un marae à proximité le 20 avril 2002. Le peuple maori entretient un lien étroit avec le mont Pirongia.

## Activités de loisir

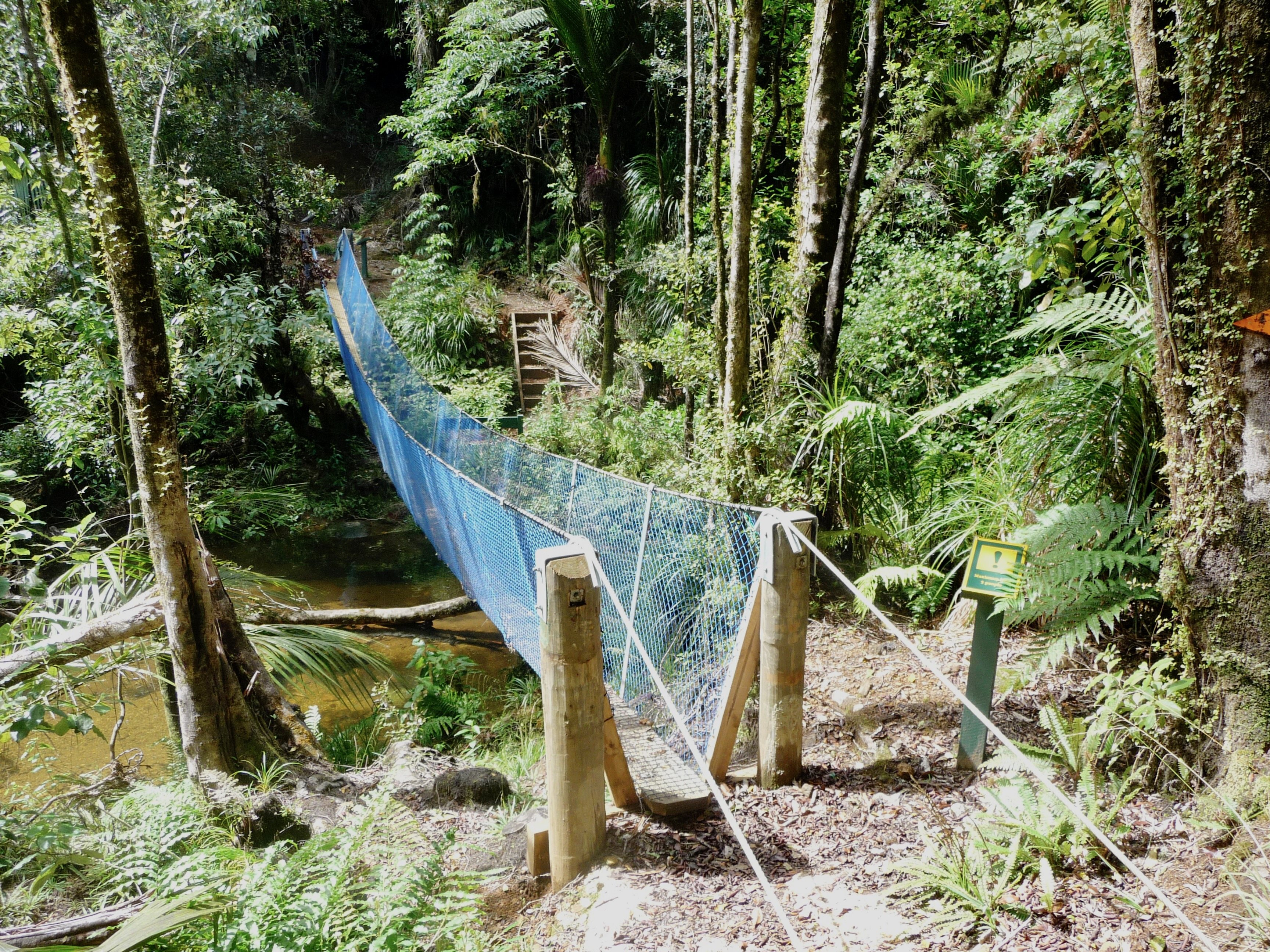
Pont Blue Bill Stream, là où le Bell Track quitte la vallée.

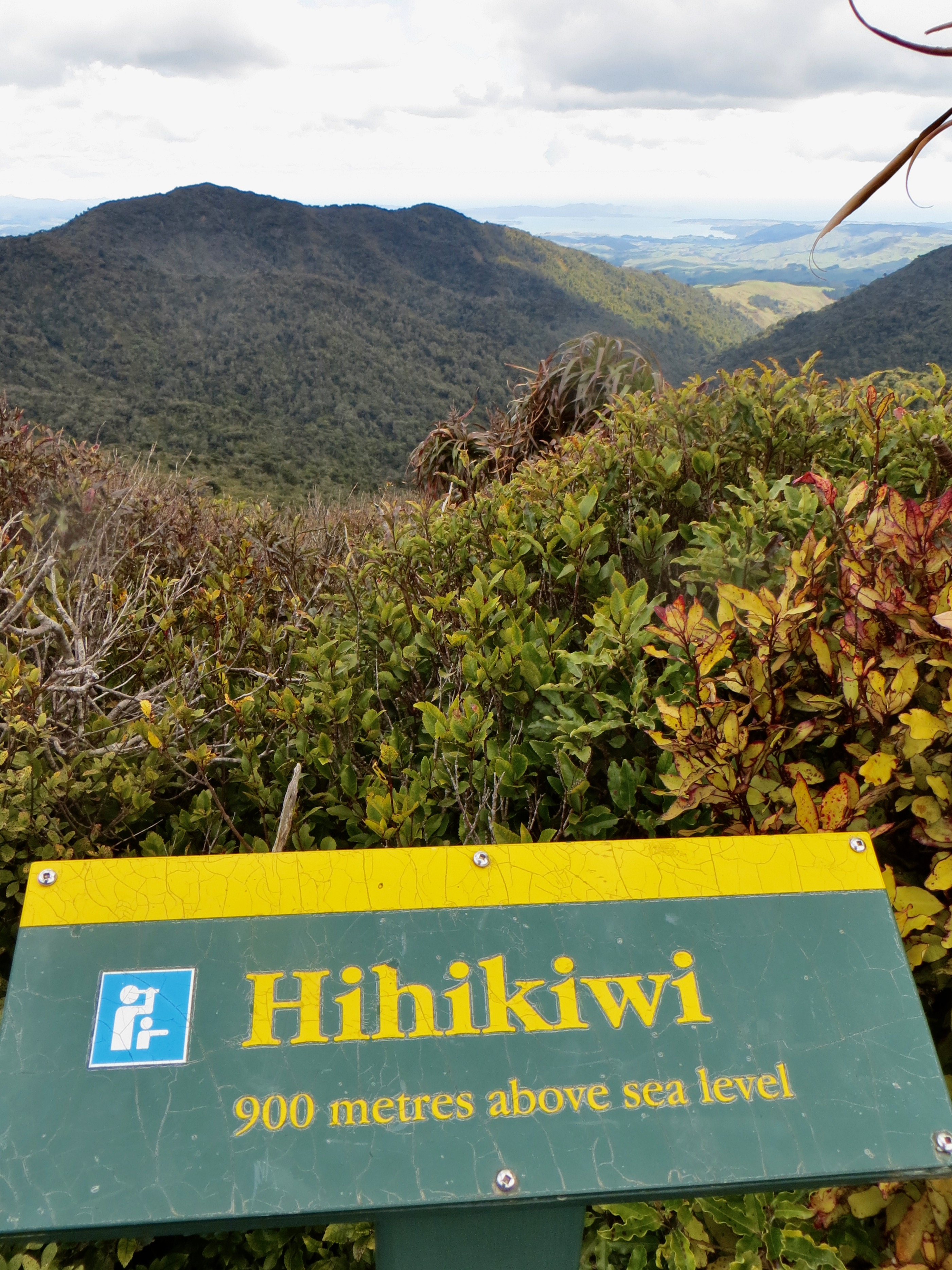
Sommet Hihikiwi et vallée d'Ōpārau jusqu'au port de Kawhia.

Il existe de nombreuses pistes menant au sommet de la montagne. Toutes les pistes sont signalées avec des balises en plastique orange vif et des promenades en planches ont été aménagées à proximité du sommet, certaines d'entre elles faisant partie du sentier longue distance Te Araroa. Une plate-forme d'observation est construite au sommet du mont Pirongia à partir de 1999. De là, il est possible d'apercevoir le sommet du mont Taranaki et celui du mont Ruapehu par temps clair. Du côté ouest se trouvent les ports d'Aotea, Kawhia et Raglan.
La topographie de Pirongia est étudiée à partir de 1884, lorsqu'une carte très sommaire est dressée. Un voyage jusqu'au sommet depuis Pirongia, probablement en suivant l'actuelle route de Wharauroa, est relaté dès 1876. Le sentier est décrit comme « pas toujours bien balisé » en 1879, mais l'auteur ne s'attarde pas sur ce point, le considérant comme secondaire. En 1922, le Waipa Post signale l'absence de piste et, en 1924, une partie du sentier est envahie par la végétation. Les ascensions du mont Pirongia sont régulièrement couvertes par les journaux,,,.
Le mont Pirongia est un endroit populaire pour les chasseurs de Hamilton à la recherche d'une excursion d'une journée. Plusieurs troupeaux de chèvres sauvages à chasser vivent sur les pentes broussailleuses du volcan. Le parc forestier de Pirongia est administré par l'antenne du ministère de la Conservation dans le district du Waikato, dont les bureaux se situent à Hamilton.